# Mert Plunkett
Merton Wesley Plunkett (* 1888 in Orillia; † 20. Dezember 1966 in Collingwood) war ein kanadischer Impresario und Komponist.
Plunkett studierte Musik und spielte Klavier und Posaune. Im Ersten Weltkrieg wurde er mit der Leitung des Truppenentertainments betraut und im Ehrenrang eines Captain dem 35. Infanteriebataillon zugeordnet. In dieser Eigenschaft gründete er 1917 die Vaudeville-Truppe The Dumbells. Diese concert partie hatte den Auftrag, bei sich bietender Gelegenheit jederzeit vor den im Einsatz in Europa befindlichen kanadischen Truppen auftreten zu können.
Es gelang Plunkett, den Erfolg der Dumbells nach dem Krieg fortzusetzen, und er leitete die internationalen Tourneen der Truppe bis zu ihrer Auflösung 1932. Den Kern der Gruppe bildeten neben Plunkett selbst und seinem Bruder Al Plunkett der Pianist Jack Ayre, der Komponist und Dirigent Howard Fogg, der Travestiekünstler Ross Hamilton und der Sänger Red Newman. Plunkett komponierte für die Dumbells Titel wie Come Back, Old Pal, das im Musikverlag Leo Feist erschien, und Winter Will Come, das vom Overseas Orchestra 1923 bei His Master’s Voice aufgenommen wurde.
Nach der Auflösung der Dimbells versuchte sich Plunkett im Versicherungsgeschäft, bis er 1939 mit der Leitung des Entertainments der Canadian Legion's Auxiliary Services in Übersee beauftragt wurde. Seine Komposition We're On Our Way erlangte hier einige Popularität. Nach dem Zweiten Weltkrieg leitete Plunkett einen Entertainment-Club, bis er sich mit seiner Frau in Collingwood zur Ruhe setzte.

## Quelle
- Library and Archives Canada - The Virtual Gramophone - Mert Plunkett

| Personendaten    | Personendaten                                |
| ---------------- | -------------------------------------------- |
| NAME             | Plunkett, Mert                               |
| ALTERNATIVNAMEN  | Plunkett, Merton Wesley (vollständiger Name) |
| KURZBESCHREIBUNG | kanadischer Impresario und Komponist         |
| GEBURTSDATUM     | 1888                                         |
| GEBURTSORT       | Orillia                                      |
| STERBEDATUM      | 20. Dezember 1966                            |
| STERBEORT        | Collingwood                                  |